# ميشيل مورغان (ممثلة)
ميشيل مورغان هي منتجة أفلام وممثلة كندية، ولدت في 16 يوليو 1981 في كندا.

## وصلات خارجية
- ميشيل مورغان على موقع IMDb (الإنجليزية)
- ميشيل مورغان على موقع ألو سيني (الفرنسية)
- ميشيل مورغان على موقع أول موفي (الإنجليزية)
- ميشيل مورغان على موقع أول موفي (الإنجليزية)
- ميشيل مورغان على موقع قاعدة بيانات الفيلم (الإنجليزية)
- ميشيل مورغان على موقع كينوبويسك (الروسية)